# Stig Tokesen
Stig Tokesen, kallad Hvitaleð, (dog 1152 i Viborg, Danmark) var en skånsk storman. Gift med Knut Lavards dotter Margareta. De fick ett barn, nämligen Kristina Stigsdotter Hvide. 
Föräldrar Toke Skjalmsen († 1145) och Gyda.